# Tajemnicza Góra
Tajemnicza Góra – wzgórze morenowe o wysokości 210,7 m n.p.m. będące drugim najwyższym punktem Wzniesień Górowskich (leżącym w jego zewnętrznym, wschodnim paśmie). Znajduje się na północ od wsi Pareżki (gmina Górowo Iławeckie, powiat bartoszycki, województwo warmińsko-mazurskie). Leży w granicach obszaru chronionego krajobrazu Wzniesienia Górowskie oraz obszaru specjalnej ochrony ptaków programu Natura 2000 Ostoja Warmińska.
Bezleśne wzniesienie znajduje się przy drodze prowadzącej z Półwioska do Ors i jest jednym z kilku wzgórz tej kulminacji Wzniesień Górowskich. Nie prowadzą na nią żadne ścieżki turystyczne. Okoliczne tereny były w okresie III Rzeszy wykorzystywane jako poligon wojskowy o nazwie Stablack. Według relacji starszych mieszkańców tuż po wojnie u podnóża góry znajdowało się kilka zasypanych wejść do sztolni, a nawet tory kolejki, przysypane zawalonym wyrobiskiem. Prowadzone przez ekipy poszukiwaczy prace potwierdziły istnienie sztolni. Miejsce to jest obiektem badań poszukiwaczy skarbów (w tym Bursztynowej Komnaty).